# Kniphofia pauciflora
Kniphofia pauciflora är en grästrädsväxtart som beskrevs av John Gilbert Baker. Kniphofia pauciflora ingår i Fackelliljesläktet som ingår i familjen grästrädsväxter.
Artens utbredningsområde är KwaZulu-Natal. Inga underarter finns listade i Catalogue of Life.

## Bildgalleri

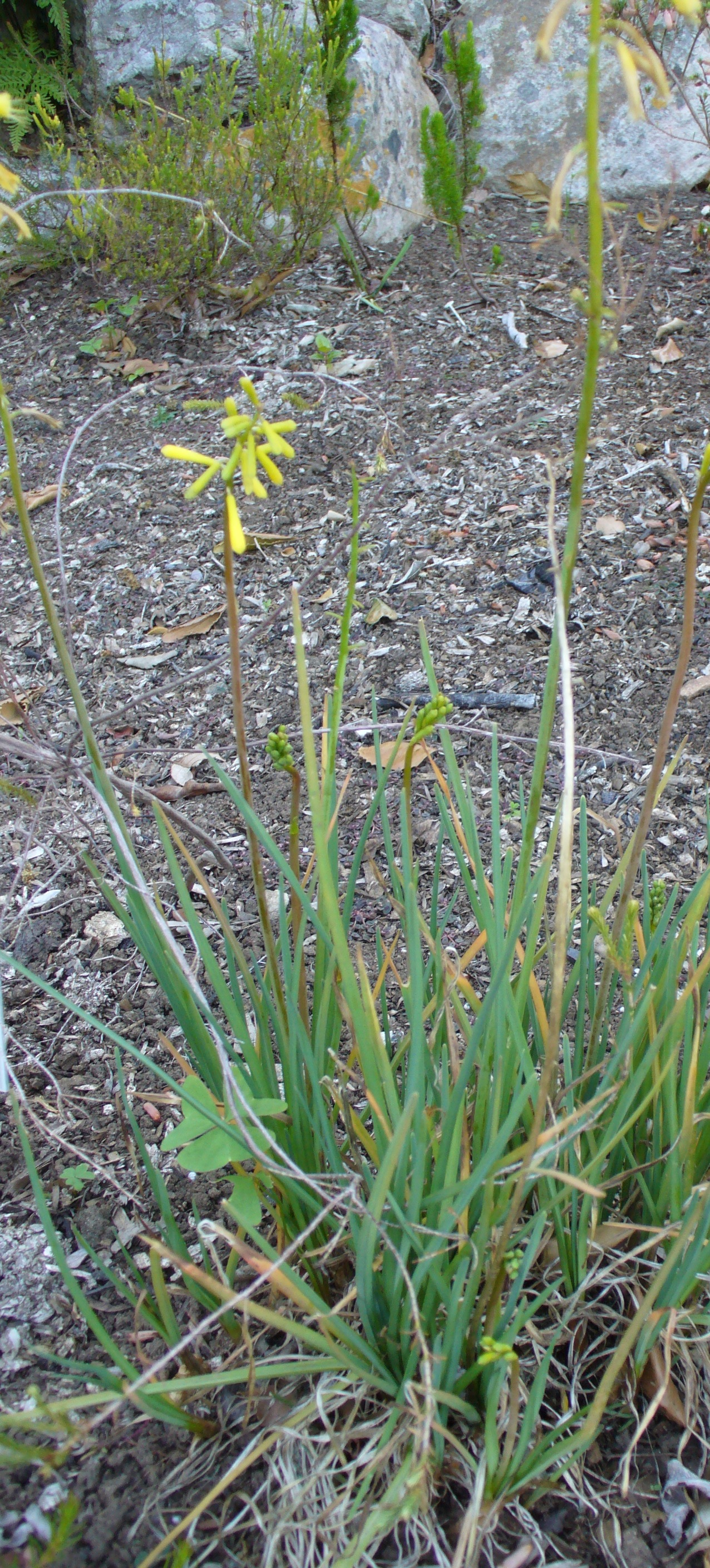
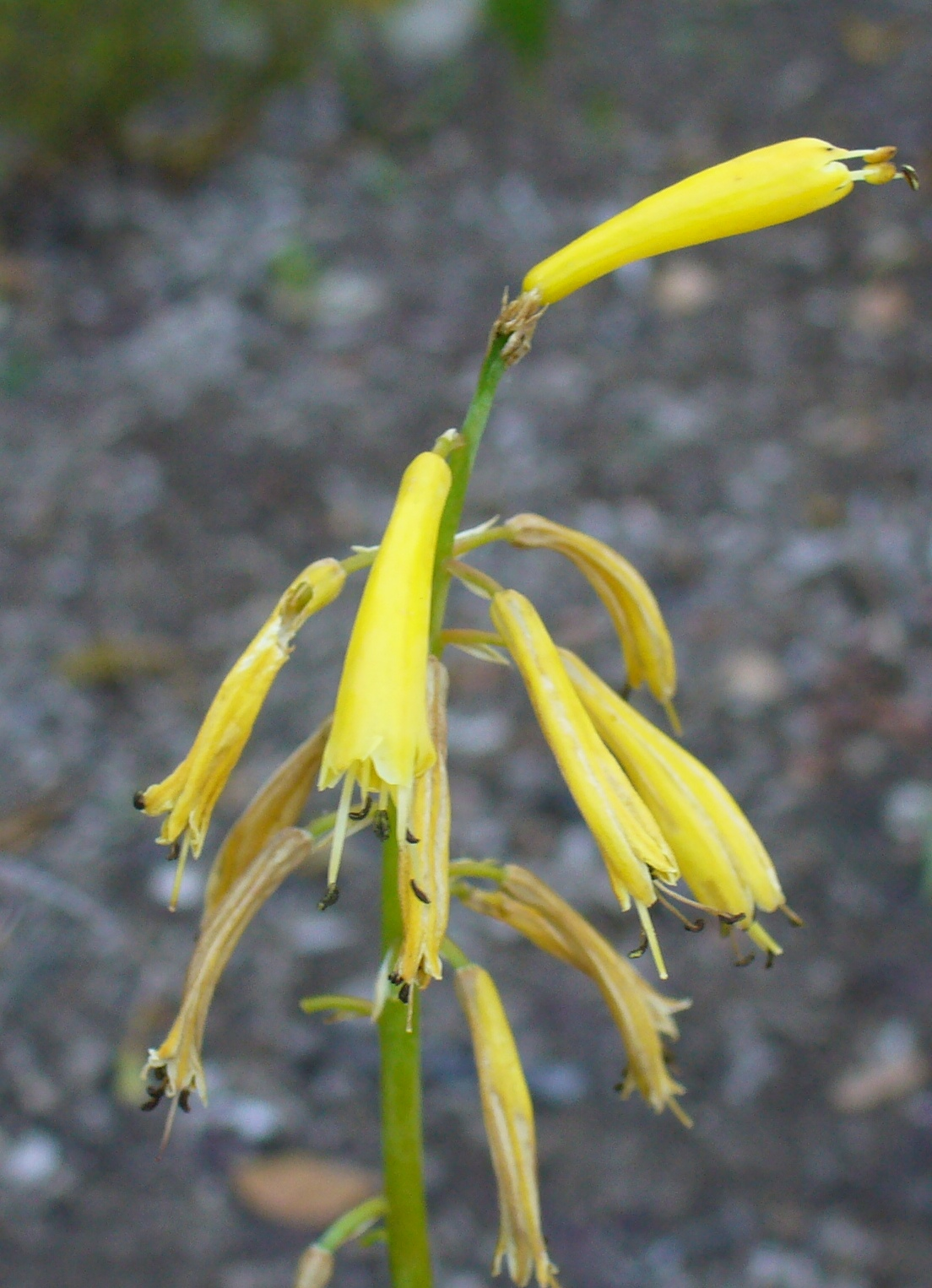
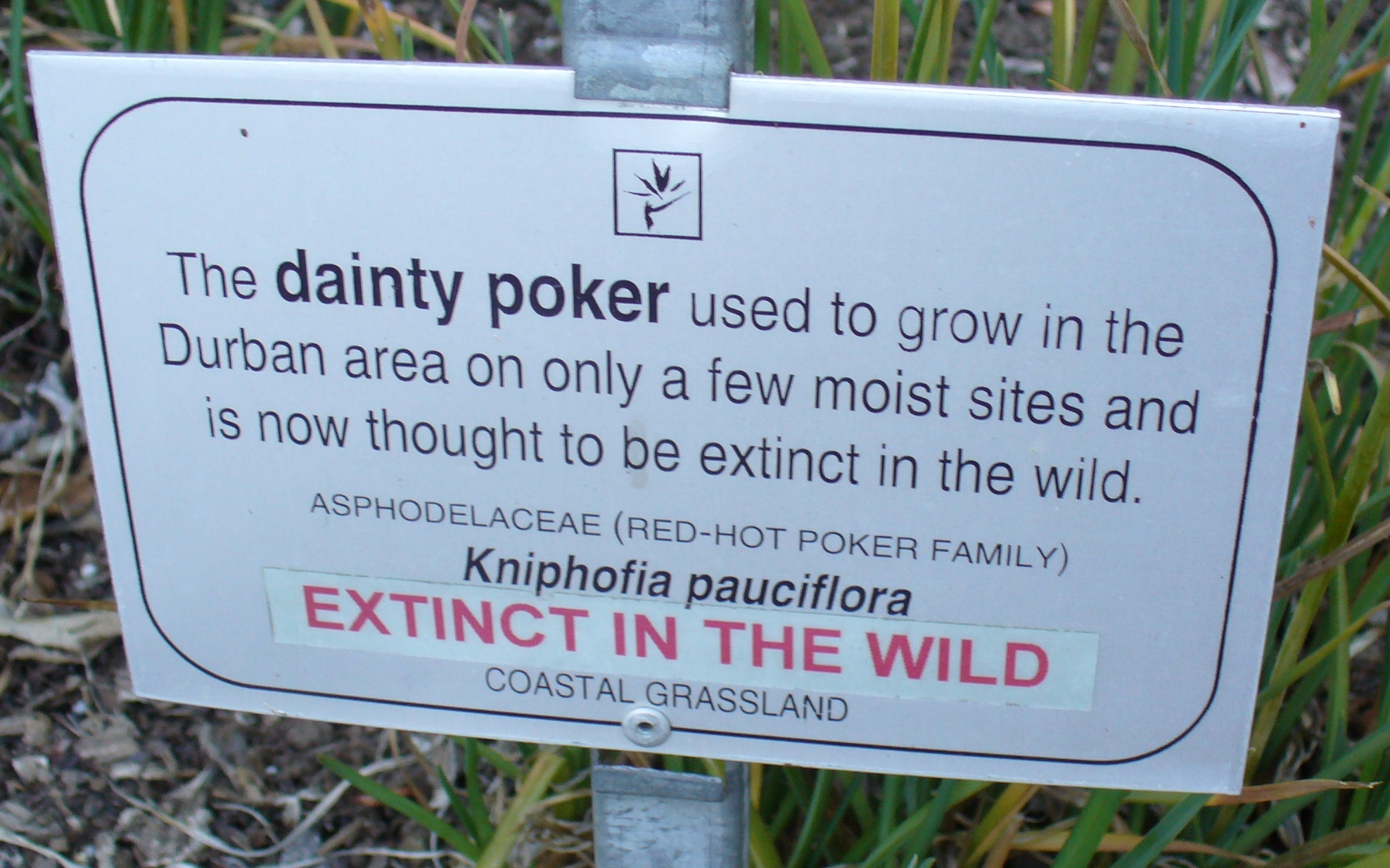